# Kirgistan na Igrzyskach Azjatyckich 2018
Kirgistan na Igrzyskach Azjatyckich 2018 – jedna z reprezentacji uczestnicząca na igrzyskach azjatyckich rozegranych w Dżakarcie i Palembangu w dniach 18 sierpnia – 2 września. W kadrze wystąpiło 149 zawodników w 26 dyscyplinach, którzy zdobyli łącznie 20 medali (2 złote, 6 srebrnych i 12 brązowych). Chorążym został siatkarz Onolbek Kanybek uulu.

## Medale
| Medal  | Zawodnik                    | Dyscyplina           | Konkurencja                  | Data        |
| ------ | --------------------------- | -------------------- | ---------------------------- | ----------- |
| złoto  | Torokan Bagynbaj uulu       | Jujutsu              | Ne-waza –69 kg (M)           | 24 sierpnia |
| złoto  | Darja Masłowa               | Lekkoatletyka        | Bieg na 10 000 m (K)         | 25 sierpnia |
| srebro | Magomied Musajew            | Zapasy               | 97 kg w stylu wolnym (M)     | 19 sierpnia |
| srebro | Ajsułuu Tynybekowa          | Zapasy               | 62 kg w stylu wolnym (K)     | 20 sierpnia |
| srebro | Kanybek Dżołczubekow        | Zapasy               | 60 kg w stylu klasycznym (M) | 21 sierpnia |
| srebro | Akżoł Machmudow             | Zapasy               | 77 kg w stylu klasycznym (M) | 22 sierpnia |
| srebro | Nursułtan Ałymkułow         | Jujutsu              | Ne-waza –77 kg (M)           | 26 sierpnia |
| srebro | Darja Masłowa               | Lekkoatletyka        | Bieg na 5000 m (K)           | 28 sierpnia |
| brąz   | Amantur Ismaiłow            | Zapasy               | 67 kg w stylu klasycznym (M) | 21 sierpnia |
| brąz   | Meerim Dżumanazarowa        | Zapasy               | 68 kg w stylu wolnym (K)     | 21 sierpnia |
| brąz   | Ajperi Medet kyzy           | Zapasy               | 76 kg w stylu wolnym (K)     | 21 sierpnia |
| brąz   | Żołdoszbiek Akimkanow       | Pencak silat         | Klasa E: 65 – 70 kg (M)      | 22 sierpnia |
| brąz   | Izzat Artykow               | Podnoszenie ciężarów | 69 kg (M)                    | 22 sierpnia |
| brąz   | Üzür Dżuzupbekow            | Zapasy               | 97 kg w stylu klasycznym (M) | 22 sierpnia |
| brąz   | Murtazali Murtazaljew       | Jujutsu              | Ne-waza –85 kg (M)           | 26 sierpnia |
| brąz   | Abdurahmanhadżi Murtazaljew | Jujutsu              | Ne-waza –85 kg (M)           | 26 sierpnia |
| brąz   | Danijar Tokurow             | Pencak silat         | Klasa F: 70 – 75 kg (M)      | 26 sierpnia |
| brąz   | Artur Te                    | Judo                 | –66 kg (M)                   | 29 sierpnia |
| brąz   | Władimir Zołojew            | Judo                 | –81 kg (M)                   | 30 sierpnia |
| brąz   | Azat Usenaljew              | Boks                 | Waga musza (M)               | 31 sierpnia |

| Medale według dni | Medale według dni | Medale według dni | Medale według dni | Medale według dni | Medale według dni |
| Dzień             | Data              | złoto             | srebro            | brąz              | Razem             |
| ----------------- | ----------------- | ----------------- | ----------------- | ----------------- | ----------------- |
| 1                 | 19 sierpnia       | 0                 | 1                 | 0                 | 1                 |
| 2                 | 20 sierpnia       | 0                 | 1                 | 0                 | 1                 |
| 3                 | 21 sierpnia       | 0                 | 1                 | 3                 | 4                 |
| 4                 | 22 sierpnia       | 0                 | 1                 | 3                 | 4                 |
| 5                 | 23 sierpnia       | 0                 | 0                 | 0                 | 0                 |
| 6                 | 24 sierpnia       | 1                 | 0                 | 0                 | 1                 |
| 7                 | 25 sierpnia       | 1                 | 0                 | 0                 | 1                 |
| 8                 | 26 sierpnia       | 0                 | 1                 | 3                 | 4                 |
| 9                 | 27 sierpnia       | 0                 | 0                 | 0                 | 0                 |
| 10                | 28 sierpnia       | 0                 | 1                 | 0                 | 1                 |
| 11                | 29 sierpnia       | 0                 | 0                 | 1                 | 1                 |
| 12                | 30 sierpnia       | 0                 | 0                 | 1                 | 1                 |
| 13                | 31 sierpnia       | 0                 | 0                 | 1                 | 1                 |
| 14                | 1 września        | 0                 | 0                 | 0                 | 0                 |
| 15                | 2 września        | 0                 | 0                 | 0                 | 0                 |
| Razem             | Razem             | 2                 | 6                 | 12                | 20                |

| Medale według dyscyplin | Medale według dyscyplin | Medale według dyscyplin | Medale według dyscyplin | Medale według dyscyplin | Medale według dyscyplin |
| Dyscyplina              | złoto                   | srebro                  | brąz                    | Razem                   |                         |
| ----------------------- | ----------------------- | ----------------------- | ----------------------- | ----------------------- | ----------------------- |
| Boks                    | 0                       | 0                       | 1                       | 1                       |                         |
| Judo                    | 0                       | 0                       | 2                       | 2                       |                         |
| Jujutsu                 | 1                       | 1                       | 2                       | 4                       |                         |
| Lekkoatletyka           | 1                       | 1                       | 0                       | 2                       |                         |
| Pencak silat            | 0                       | 0                       | 2                       | 2                       |                         |
| Podnoszenie ciężarów    | 0                       | 0                       | 1                       | 1                       |                         |
| Zapasy                  | 0                       | 4                       | 4                       | 8                       |                         |
| Razem                   | 2                       | 6                       | 12                      | 20                      |                         |

| Medale według płci | Medale według płci | Medale według płci | Medale według płci | Medale według płci | Medale według płci |
| Płeć               | złoto              | srebro             | brąz               | Razem              |                    |
| ------------------ | ------------------ | ------------------ | ------------------ | ------------------ | ------------------ |
| Mężczyźni          | 1                  | 4                  | 10                 | 15                 |                    |
| Kobiety            | 1                  | 2                  | 2                  | 5                  |                    |
| Razem              | 2                  | 6                  | 12                 | 20                 |                    |